# Peter Zizzo
Peter Eric Zizzo (n. 22 februarie 1966, New York City) este un producător muzical și textier american. A primit mai multe  BMI și a compus hituri pentru artiști precum Celine Dion, Jennifer Lopez, Marit Larsen, O.A.R, Jason Mraz, Donna Summer, Diana Ross, M2M, Sir Cliff Richard, Clay Aiken, Howie Day, Kate Voegele și Jillette Johnson. A avut un rol important în cariera lui Avril Lavigne și a Vanessei Carlton în SUA, și Pixie Lott în Regatul Unit.